# Усть-Алексеевский район
Усть-Алексеевский район — административно-территориальная единица в составе Северо-Двинской губернии, Северного края, Северной и Вологодской областей, существовавшая в 1924—1928 и 1935—1959 годах. Центр — село Усть-Алексеево
Усть-Алексеевский район был образован в 18 апреля 1924 года в составе Северо-Двинской губернии. 27 февраля 1928 года Усть-Алексеевский район был упразднён, а его территория присоединена к Великоустюгскому району.
Вторично Усть-Алексеевский район был образован 25 января 1935 в составе Северного края. В декабре 1936 года он стал относиться к Северной области. 23 сентября 1937 года Усть-Алексеевский район был включён в состав Вологодской области.
По данным 1945 года Усть-Алексеевский район делился на 9 сельсоветов: Верхне-Варженский, Верхне-Шарденгский, Викторовский, Липовский, Нижне-Варженский, Нижне-Югский, Орловский, Теплогорский и Шасский.
В 1959 году Усть-Алексеевский район вновь был упразднён. Его территория отошла к Великоустюгскому району.